# Luis Mejía
Luis Mejía, vollständiger Name Luis Mejía Cajar, (* 16. März 1991 in Panama-Stadt) ist ein panamaischer Fußballspieler.

## Karriere

### Verein
Der "Manotas" genannte, 1,90 Meter große Torhüter Mejía wird in den Saisons 2006/07 und 2007/08 als Spieler des panamaischen Klubs Tauro FC geführt. 2007 debütierte er dort in der ersten Mannschaft, wechselte im selben Jahr zu Centro Atlético Fénix nach Uruguay und gehörte bis 2009 der Nachwuchsmannschaft des uruguayischen Vereins an. Beim Punta Cup 2009 wurde er als bester Torhüter des Turniers ausgezeichnet. 
2009 verließ er die Uruguayer jedoch zunächst für ein Engagement bei der B-Mannschaft des RCD Mallorca in Spanien. Im Januar 2010 wurde er erneut von Fénix verpflichtet. Mejía absolvierte in der Saison 2010/11 13 Spiele in der Primera División für das uruguayische Team. Dabei profitierte er von einer Verletzung des Stammtorhüters Danilo Lerda Ende August 2010 in der Partie gegen den Tacuarembó FC, die ihm den Weg in die erste Elf ebnete. Sein Debüt in Uruguays höchster Spielklasse feierte er im Parque Central gegen Nacional Montevideo.
Anfang Januar 2011 wechselte er auf Leihbasis zum französischen Klub FC Toulouse. Er kam in der Ligue 1 nicht zum Einsatz. Allerdings stehen acht Begegnungen mit seiner Beteiligung bei der B-Mannschaft des Vereins zu Buche. Zur Spielzeit 2011/12 schloss er sich wieder der Mannschaft von Fénix an. Bis zum Saisonende 2013/14 bestritt er bei den Montevideanern seit seiner Rückkehr 57 Erstligapartien (2011/12: 12 Spiele/0 Tore; 2012/13: 27/0; 2013/14: 18/0). In der Spielzeit 2014/15 wurde er 19-mal in der höchsten uruguayischen Spielklasse eingesetzt.
Ende Juli 2015 wechselte er innerhalb der Liga im Rahmen eines Leihgeschäfts zu Nacional Montevideo. Bei seinem neuen Klub war der Stammtorhüter der Vorsaison Gustavo Munúa sein Trainer, der nach der Saison seine aktive Karriere beendet hatte. In der Spielzeit 2015/16 wurde er jeweils einmal in der Liga und der Copa Libertadores 2016 eingesetzt. In der Saison 2016 blieb er ohne Pflichtspieleinsatz, gewann mit dem Team aber die uruguayische Meisterschaft. Trotzdem verpflichtete Nacional den Torhüter fest und bis Ende 2020 absolvierte er dort knapp 60 Pflichtspiele in den verschiedenen Wettbewerben.
Anschließend war Mejía bis zum 3. April 2021 ohne Verein, ehe ihn Centro Atlético Fénix erneut unter Vertrag nahm. 2022 wechselte der Torwart nach Chile zu Unión Española. Nach einer Achillessehnenverletzung und der damit verbundenen neunmonatigen Auszeit hatte er seinen Stammplatz an Sebastián Pérez abgeben müssen. Im Juli 2023 verlieh ihn der Klub daher an Racing Club de Montevideo. Im Januar 2024 unterschrieb der Nationaltorwart Panamas bei Nacional Montevideo erneut einen Vertrag.

### Nationalmannschaft
Mejía gehörte dem Kader der panamaischen U-20-Auswahl an, der an der U-20-Weltmeisterschaft 2007 in Kanada und an der U-20-Weltmeisterschaft 2011 in Kolumbien teilnahm. Dort kam er in jeweils drei Turnierbegegnungen zum Einsatz. Bei der CONCACAF-U-20-Meisterschaft 2011 wurde er zweimal eingesetzt. Auch bestritt er für die U-21 Panamas bei den Zentralamerika- und Karibikspielen 2010 in Puerto Rico zwei Länderspiele. Zudem kam er 2012 in sieben Spielen der CONCACAF-Olympiaqualifikation in der U-23 Panamas zum Einsatz. Am 7. Juni 2009 / 8. Juni 2009 debütierte er bei der 2:3-Niederlage im Freundschaftsländerspiel gegen Jamaika in der A-Nationalmannschaft Panamas. Bis Ende Februar 2013 absolvierte er vier offizielle A-Länderspiele für Panama. Beim CONCACAF Gold Cup der Jahre 2011 und 2013 wird jeweils ein Länderspieleinsatz für ihn geführt. Am 22. März 2013 und 26. März 2013 lief er in den beiden WM-Qualifikationspartien gegen Jamaika und Honduras auf. Auch beim CONCACAF Gold Cup 2015 wirkte er mit und kam dort im Spiel um Platz 3 zu seinem einzigen Turniereinsatz. Am 29. Januar 2021 war der Torhüter auch erstmals Kapitän der Auswahl Panamas beim 0:0 im Testspiel gegen Serbien.

### Erfolge
- Bester Torhüter beim Punta Cup: 2009
- 2. Platz CONCACAF Gold Cup: 2013
- 3. Platz CONCACAF Gold Cup: 2015
- Uruguayischer Meister: 2016, 2019